# Algérie-Tunisie en handball masculin
Les confrontations entre les équipes d'Algérie et de Tunisie masculines de handball sont, depuis près de 50 ans, l'une des plus grosses rivalités du handball masculin en Afrique. Le premier match entre les deux équipes a lieu en 1967 à Tunis, dans le cadre des Jeux méditerranéens, et se solde par la victoire de la Tunisie (11-6). Les deux équipes se sont affrontées à sept reprises en finale du championnat d'Afrique des nations, avec quatre victoires pour la Tunisie et trois pour l'Algérie, la première finale ayant lieu en 1985 en Angola et se terminant par la victoire de l'Algérie (23-17).
Les Verts (surnom de l'équipe d'Algérie) remportent le championnat d'Afrique des nations 2014 organisée à domicile face à la Tunisie (25-21), offrant ainsi la septième étoile africaine à l'Algérie. Après la rafle des années 1980 (cinq titres en dix ans) en 1996 au Bénin, l'Algérie redevient championne d'Afrique des nations 18 ans après, dans ce qui est la première défaite de l'équipe tunisienne en championnat d'Afrique des nations face à l'Algérie depuis 2000.

## Histoire

### Championnat d'Afrique
L'équipe nationale algérienne rencontre son homologue tunisienne 24 fois en coupe d'Afrique des nations de 1976 à 2020. Elle gagne neuf fois, fait trois matchs nuls et perd douze fois ; elle marque 477 buts et en encaisse 506 (différentiel négatif de 29).
| N° | Date              | Lieu                             | Match             | Score |
| -- | ----------------- | -------------------------------- | ----------------- | ----- |
| 1  | 10 avril 1976     | Alger, Algérie                   | Algérie - Tunisie | 12-14 |
| 2  | 29 juillet 1979   | Brazzaville, République du Congo | Algérie - Tunisie | 18-23 |
| 3  | juillet 1981      | Tunis, Tunisie                   | Tunisie - Algérie | 19-19 |
| 4  | juillet 1983      | Le Caire, Égypte                 | Tunisie - Algérie | 17-19 |
| 5  | septembre 1985    | Luanda, Angola                   | Tunisie - Algérie | 11-15 |
| 6  | 23 septembre 1985 | Luanda, Angola                   | Tunisie - Algérie | 17-23 |
| 7  | 10 juillet 1987   | Rabat, Maroc                     | Tunisie - Algérie | 15-16 |
| 8  | juillet 1989      | Alger, Algérie                   | Tunisie - Algérie | 16-18 |
| 9  | 13 septembre 1991 | Le Caire, Égypte                 | Tunisie - Algérie | 13-23 |
| 10 | 20 novembre 1992  | Yamoussoukro, Côte d'Ivoire      | Tunisie - Algérie | 21-19 |
| 11 | novembre 1994     | Tunis, Tunisie                   | Tunisie - Algérie | 29-25 |
| 12 | 24 novembre 1994  | Tunis, Tunisie                   | Algérie - Tunisie | 16-18 |
| 13 | 27 octobre 1996   | Cotonou, Bénin                   | Algérie - Tunisie | 21-19 |
| 14 | 28 octobre 1998   | Johannesbourg, Afrique du Sud    | Algérie - Tunisie | 19-22 |
| 15 | 1er mai 2000      | Alger, Algérie                   | Algérie - Tunisie | 13-11 |
| 16 | 28 avril 2002     | Rabat, Maroc                     | Tunisie - Algérie | 25-19 |
| 17 | 14 avril 2004     | Le Caire, Égypte                 | Tunisie - Algérie | 32-28 |
| 18 | 15 janvier 2008   | Luanda, Angola                   | Tunisie - Algérie | 41-25 |
| 19 | 17 février 2010   | Le Caire, Égypte                 | Algérie - Tunisie | 21-21 |
| 20 | 20 janvier 2012   | Salé, Maroc                      | Tunisie - Algérie | 23-20 |
| 21 | 25 janvier 2014   | Alger, Algérie                   | Algérie - Tunisie | 25-21 |
| 22 | 29 janvier 2016   | Le Caire, Égypte                 | Algérie - Tunisie | 18-27 |
| 23 | 21 janvier 2018   | Libreville, Gabon                | Tunisie - Algérie | 25-25 |
| 24 | 22 janvier 2020   | Tunis, Tunisie                   | Tunisie - Algérie | 26-22 |

### Championnat du monde
Les deux équipes nationales se sont affrontées quatre fois en championnat du monde. L'équipe tunisienne a remporté toutes ces victoires. L'équipe nationale algérienne a marqué 95 buts et en a encaissé 115 (différentiel négatif de 20).
| N° | Date            | Lieu              | Match             | Score |
| -- | --------------- | ----------------- | ----------------- | ----- |
| 1  | 6 juin 1999     | Le Caire, Égypte  | Algérie - Tunisie | 20-23 |
| 2  | 22 janvier 2009 | Varaždin, Croatie | Algérie - Tunisie | 25-36 |
| 3  | 23 janvier 2023 | Płock, Pologne    | Tunisie - Algérie | 30-25 |
| 4  | 18 janvier 2025 | Herning, Danemark | Algérie - Tunisie | 25-26 |

## Liste des confrontations

### Matchs officiels
Parmi les matchs officiels disputés entre les deux équipes, on trouve :
| Date              | Lieu                             | Match             | Score | Compétition                                                          | Réf.   |
| ----------------- | -------------------------------- | ----------------- | ----- | -------------------------------------------------------------------- | ------ |
| septembre 1967    | Tunis, Tunisie                   | Algérie - Tunisie | 6-11  | Jeux méditerranéens de 1967                                          | [ 1 ]  |
| mai 1969          | Rabat, Maroc                     | Algérie - Tunisie | 12-12 | Championnat maghrébin des nations                                    | [ 2 ]  |
| 30 avril 1971     | Alger, Algérie                   | Algérie - Tunisie | 9-12  | Championnat maghrébin des nations                                    | [ 2 ]  |
| 26 mars 1972      | Tunis, Tunisie                   | Algérie - Tunisie | 17-16 | Qualifications aux Jeux olympiques d'été de 1972                     | [ 3 ]  |
| 9 décembre 1973   | Alger, Algérie                   | Algérie - Tunisie | 14-9  | Qualifications à la coupe du monde des nations de 1974               | [ 4 ]  |
| 27 août 1975      | Alger, Algérie                   | Algérie - Tunisie | 20-16 | Jeux méditerranéens de 1975                                          |        |
| 10 avril 1976     | Alger, Algérie                   | Algérie - Tunisie | 12-14 | Championnat d'Afrique des nations 1976 (match de poules - groupe A)  |        |
| juillet 1978      | Alger, Algérie                   | Algérie - Tunisie | 20-13 | Jeux africains de 1978 (finale)                                      |        |
| 29 juillet 1979   | Brazzaville, République du Congo | Algérie - Tunisie | 18-23 | Championnat d'Afrique des nations 1979 (Demi-finale)                 |        |
| septembre 1979    | Split, Yougoslavie               | Algérie - Tunisie | 18-17 | Jeux méditerranéens de 1979                                          |        |
| juillet 1981      | Tunis, Tunisie                   | Tunisie - Algérie | 19-19 | Championnat d'Afrique des nations 1981                               |        |
| juillet 1983      | Le Caire, Égypte                 | Tunisie - Algérie | 17-19 | Championnat d'Afrique des nations 1983 (Demi-finale)                 |        |
| septembre 1983    | Casablanca, Maroc                | Algérie - Tunisie | 23-20 | Jeux méditerranéens de 1983                                          |        |
| août 1985         | Rabat, Maroc                     | Algérie - Tunisie | 17-16 | Jeux panarabes de 1985 (match de poule)                              | [ 5 ]  |
| août 1985         | Rabat, Maroc                     | Algérie - Tunisie | 15-25 | Jeux panarabes de 1985 (finale)                                      | [ 5 ]  |
| septembre 1985    | Luanda, Angola                   | Tunisie - Algérie | 11-15 | Championnat d'Afrique des nations 1985                               |        |
| 23 septembre 1985 | Luanda, Angola                   | Tunisie - Algérie | 17-23 | Championnat d'Afrique des nations 1985 (finale)                      | [ 6 ]  |
| 10 juillet 1987   | Rabat, Maroc                     | Tunisie - Algérie | 15-16 | Championnat d'Afrique des nations 1987 (Demi-finale)                 |        |
| juillet 1989      | Alger, Algérie                   | Tunisie - Algérie | 16-18 | Championnat d'Afrique des nations 1989                               |        |
| 13 septembre 1991 | Le Caire, Égypte                 | Tunisie - Algérie | 13-23 | Championnat d'Afrique des nations 1991                               | [ 7 ]  |
| 20 novembre 1992  | Yamoussoukro, Côte d'Ivoire      | Tunisie - Algérie | 21-19 | Championnat d'Afrique des nations 1992                               | [ 8 ]  |
| novembre 1994     | Tunis, Tunisie                   | Tunisie - Algérie | 29-25 | Championnat d'Afrique des nations 1994                               |        |
| 24 novembre 1994  | Tunis, Tunisie                   | Algérie - Tunisie | 16-18 | Championnat d'Afrique des nations 1994 (finale)                      |        |
| 27 octobre 1996   | Cotonou, Bénin                   | Algérie - Tunisie | 21-19 | Championnat d'Afrique des nations 1996 (finale)                      |        |
| juin 1997         | Bari, Italie                     | Algérie - Tunisie | 28-23 | Jeux méditerranéens de 1997                                          |        |
| 28 octobre 1998   | Johannesbourg, Afrique du Sud    | Algérie - Tunisie | 19-22 | Championnat d'Afrique des nations 1998 (finale)                      |        |
| 6 juin 1999       | Le Caire, Égypte                 | Algérie - Tunisie | 20-23 | Championnat du monde 1999 (match de poules - groupe A)               | [ 9 ]  |
| 18 octobre 1999   | Cotonou, Bénin                   | Tunisie - Algérie | 19-10 | Qualifications aux Jeux olympiques d'été de 2000                     |        |
| 1er mai 2000      | Alger, Algérie                   | Algérie - Tunisie | 13-11 | Championnat d'Afrique des nations 2000                               |        |
| 12 septembre 2001 | Tunis, Tunisie                   | Tunisie - Algérie | 27-19 | Jeux méditerranéens de 2001                                          |        |
| 28 avril 2002     | Rabat, Maroc                     | Tunisie - Algérie | 25-19 | Championnat d'Afrique des nations 2002 (finale)                      |        |
| 18 septembre 2003 | Luanda, Angola                   | Tunisie - Algérie | 32-16 | Qualifications aux Jeux olympiques d'été de 2004                     |        |
| 14 avril 2004     | Le Caire, Égypte                 | Tunisie - Algérie | 32-28 | Championnat d'Afrique des nations 2004 (match de poules - groupe F)  |        |
| 14 avril 2005     | La Mecque, Arabie saoudite       | Algérie - Tunisie | 34-32 | Jeux de la solidarité islamique de 2005 (match de poules - groupe E) |        |
| 19 juillet 2007   | Alger, Algérie                   | Algérie - Tunisie | 30-28 | Jeux africains de 2007 (demi-finale)                                 |        |
| 15 janvier 2008   | Luanda, Angola                   | Tunisie - Algérie | 41-25 | Championnat d'Afrique des nations 2008 (demi-finale)                 | [ 10 ] |
| 22 janvier 2009   | Varaždin, Croatie                | Algérie - Tunisie | 36-25 | Championnat du monde 2009 (match de poules - groupe C)               |        |
| 17 février 2010   | Le Caire, Égypte                 | Algérie - Tunisie | 21-21 | Championnat d'Afrique des nations 2010 (match de poules - groupe D)  | [ 11 ] |
| 20 janvier 2012   | Salé, Maroc                      | Tunisie - Algérie | 23-20 | Championnat d'Afrique des nations 2012 (finale)                      | [ 12 ] |
| 25 janvier 2014   | Alger, Algérie                   | Algérie - Tunisie | 25-21 | Championnat d'Afrique des nations 2014 (finale)                      | ,      |
| 29 janvier 2016   | Le Caire, Égypte                 | Algérie - Tunisie | 18-27 | Championnat d'Afrique des nations 2016 (demi-finale)                 | [ 16 ] |
| 21 janvier 2018   | Libreville, Gabon                | Tunisie - Algérie | 25-25 | Championnat d'Afrique 2018 (match de poules - groupe A)              |        |
| 27 juin 2018      | Tarragone, Espagne               | Tunisie - Algérie | 30-25 | Jeux méditerranéens de 2018                                          |        |
| 22 janvier 2020   | Tunis, Tunisie                   | Tunisie - Algérie | 26-22 | Championnat d'Afrique 2020 (match de poules - groupe A)              |        |
| 4 juillet 2022    | Oran, Algérie                    | Algérie - Tunisie | 35-39 | Jeux méditerranéens de 2022 (Match pour la 5e place)                 |        |
| 23 janvier 2023   | Płock, Pologne                   | Tunisie - Algérie | 30-25 | Championnat du monde 2023 (Coupe du président - groupe PCII)         |        |
| 18 janvier 2025   | Herning, Danemark                | Algérie - Tunisie | 25-26 | Championnat du monde 2025 (match de poules - Groupe B)               |        |

### Matchs amicaux
Parmi les matchs amicaux disputés entre les deux équipes, on trouve :
| Date             | Lieu                   | Match             | Score | Compétition                                              | Réf.   |
| ---------------- | ---------------------- | ----------------- | ----- | -------------------------------------------------------- | ------ |
| 2 novembre 1963  | Alger, Algérie         | Tunisie - Algérie | 22-13 | Match amical (festivités du 1er novembre)                | [ 17 ] |
| 14 décembre 1963 | Tunis, Tunisie         | Tunisie - Algérie | 16-6  | Match amical                                             | [ 17 ] |
| 17 décembre 1963 | Bizerte, Tunisie       | Tunisie - Algérie | 22-9  | Match amical                                             | [ 17 ] |
| 5 juillet 1964   | Alger, Algérie         | Algérie - Tunisie | 13-8  | Match amical (festivités de l'indépendance de l'Algérie) | [ 17 ] |
| 14 mars 1980     | Alger, Algérie         | Algérie - Tunisie | 15-9  | Match amical                                             | [ 18 ] |
| 1er juin 1980    | Tunis, Tunisie         | Tunisie - Algérie | 27-18 | Tournoi amical                                           | [ 18 ] |
| 3 juin 1980      | Tunis, Tunisie         | Tunisie - Algérie | 18-17 | Tournoi amical (31 mai 1980-3 juin 1980)                 | [ 18 ] |
| 28 février 1997  | Tunis, Tunisie         | Tunisie - Algérie | 17-17 | Match amical                                             | [ 19 ] |
| 29 mars 1997     | Tunis, Tunisie         | Tunisie - Algérie | 15-14 | Finale du tournoi de l'Amitié                            | [ 20 ] |
| 11 juin 1997     | Ariana, Tunisie        | Tunisie - Algérie | 20-24 | Match amical                                             | [ 21 ] |
| 26 novembre 2005 | Moknine, Tunisie       | Tunisie - Algérie | 25-23 |                                                          | [ 22 ] |
| novembre 2005    | Sousse, Tunisie        | Tunisie - Algérie | 32-24 |                                                          |        |
| 14 janvier 2007  | Nabeul, Tunisie        | Tunisie - Algérie | 35-21 |                                                          | [ 23 ] |
| 8 juillet 2007   | Menzel Temime, Tunisie | Tunisie - Algérie | 35-27 |                                                          | [ 24 ] |
| 13 novembre 2009 | Sfax, Tunisie          | Tunisie - Algérie | 21-29 |                                                          |        |
| 14 novembre 2009 | Sfax, Tunisie          | Tunisie - Algérie | 29-24 |                                                          | [ 25 ] |
| 21 décembre 2010 | Kairouan, Tunisie      | Tunisie - Algérie | 26-25 |                                                          | [ 26 ] |
| 22 décembre 2010 | M'saken, Tunisie       | Tunisie - Algérie | 20-22 |                                                          | [ 27 ] |
| 6 novembre 2015  | Hammamet, Tunisie      | Tunisie - Algérie | 29-19 | Tournois des 4 nations                                   | [ 28 ] |
| 4 janvier 2023   | Monastir, Tunisie      | Tunisie - Algérie | 32-30 | Match amical                                             | [ 29 ] |
| 6 janvier 2023   | Monastir, Tunisie      | Tunisie - Algérie | 29-23 | Match amical                                             | [ 30 ] |

## Palmarès comparé
| Nom                                   | Or                                                         | Argent                                         | Bronze                                         |
| Équipe de Tunisie                     | Équipe de Tunisie                                          | Équipe de Tunisie                              | Équipe de Tunisie                              |
| ------------------------------------- | ---------------------------------------------------------- | ---------------------------------------------- | ---------------------------------------------- |
| Championnat d'Afrique                 | 1974, 1976, 1979, 1994, 1998, 2002, 2006, 2010, 2012, 2018 | 1992, 1996, 2004, 2008, 2014, 2016, 2020       | 1981, 1983, 1985, 1987, 1989, 1991, 2000, 2024 |
| Jeux méditerranéens                   | Néant                                                      | 2001, 2018                                     | 1967, 2005, 2009                               |
| Jeux africains                        | Néant                                                      | 1978                                           | 1965, 2007                                     |
| Championnats du monde                 | Néant                                                      | Néant                                          | Néant                                          |
| Jeux olympiques                       | Néant                                                      | Néant                                          | Néant                                          |
| Équipe d'Algérie de handball masculin |                                                            |                                                |                                                |
| Championnat d'Afrique                 | 1981, 1983, 1985, 1987, 1989, 1996, 2014                   | 1976, 1991, 1994, 1998, 2000, 2002, 2012, 2024 | 1979, 1992, 2008, 2010, 2020                   |
| Jeux méditerranéens                   | 1987                                                       | 1983                                           | 1975                                           |
| Jeux africains                        | 1973, 1978, 1987, 1999                                     | 1991, 2003, 2007                               | 2011                                           |
| Championnats du monde                 | Néant                                                      | Néant                                          | Néant                                          |
| Jeux olympiques                       | Néant                                                      | Néant                                          | Néant                                          |

## Statistiques
| Nom                                   | R                 | V                 | N                 | D                 | BP                | BC                | Diff              |
| Équipe de Tunisie                     | Équipe de Tunisie | Équipe de Tunisie | Équipe de Tunisie | Équipe de Tunisie | Équipe de Tunisie | Équipe de Tunisie | Équipe de Tunisie |
| ------------------------------------- | ----------------- | ----------------- | ----------------- | ----------------- | ----------------- | ----------------- | ----------------- |
| Championnat d'Afrique                 | 24                | 12                | 3                 | 9                 | 506               | 477               | +29               |
| Jeux méditerranéens                   | 8                 | 4                 | 0                 | 4                 | 183               | 174               | +9                |
| Jeux africains                        | 2                 | 0                 | 0                 | 2                 | 41                | 50                | −9                |
| Championnats du monde                 | 4                 | 4                 | 0                 | 0                 | 115               | 95                | +20               |
| Jeux olympiques                       | Aucun résultat    | Aucun résultat    | Aucun résultat    | Aucun résultat    | Aucun résultat    | Aucun résultat    | Aucun résultat    |
| Qualifications Jeux olympiques        | 3                 | 2                 | 0                 | 1                 | 67                | 43                | +24               |
| TOTAL équipe de Tunisie               | 41                | 22                | 3                 | 16                | 912               | 839               | +73               |
| Équipe d'Algérie de handball masculin |                   |                   |                   |                   |                   |                   |                   |
| Championnat d'Afrique                 | 24                | 9                 | 3                 | 12                | 477               | 506               | -29               |
| Jeux méditerranéens                   | 8                 | 4                 | 0                 | 4                 | 174               | 183               | -9                |
| Jeux africains                        | 2                 | 2                 | 0                 | 0                 | 50                | 41                | +9                |
| Championnats du monde                 | 4                 | 0                 | 0                 | 4                 | 95                | 115               | −20               |
| Jeux olympiques                       | Aucun résultat    | Aucun résultat    | Aucun résultat    | Aucun résultat    | Aucun résultat    | Aucun résultat    | Aucun résultat    |
| Qualifications Jeux olympiques        | 3                 | 1                 | 0                 | 2                 | 43                | 67                | −24               |
| TOTAL équipe d'Algérie                | 41                | 16                | 3                 | 22                | 839               | 912               | −73               |